# Mikołaj Romanow (1922–2014)
Mikołaj Romanowicz Romanow, ros. Николай Романович Романов (ur. 26 września 1922 w Cap d’Antibes, zm. 15 września 2014 w Bolgheri) – rosyjski polityk i działacz emigracyjny; arystokrata głowa rodu Romanowów i pretendent do tronu rosyjskiego (od 1992).
Urodził się w miejscowości Cap d’Antibes nieopodal Antibes jako najstarszy syn Romana P. Romanowa i jego żony Praskowii D. Szermentewy (1901–1980). Tradycyjne rosyjskie wykształcenie zdobywał we francuskim Antibes, gdzie mieszkał z rodziną do 1936. Biegle posługiwał się językiem rosyjskim i francuskim. W 1936–1946 mieszkał na Kwirynale w Rzymie, gdzie uczęszczał do miejscowych szkół. Później rodzina Romanowów przeniosła się na kilka lat do Egiptu, po czym powróciła do Włoch, aby ostatecznie osiąść w Szwajcarii.
Po śmierci Włodzimierza K. Romanowa w 1992 został prezesem Stowarzyszenia Romanowów, obejmując funkcję głowy rodziny cesarskiej i pretendenta do tronu Rosji (oraz pozostałych krajów Imperium). W tym samym roku po raz pierwszy odwiedził Rosję, nawiązując kontakty z krajowym środowiskiem monarchistycznym. Jego pretensje do tronu rosyjskiego zostały uznane przez całą rodzinę cesarską z wyjątkiem Marii W. Romanowej, z którą prowadził spór o sukcesję praw do tronu. Zmarł w 2014 w Toskanii. Pretensje do tronu odziedziczył po nim brat, Dymitr R. Romanow.

## Odznaczenia
- Krzyż Wielki Orderu Daniły I,
- kawaler Orderu św. Piotra,
- kawaler Orderu Petrowiciów-Niegoszów,